# إدموند مورتيمر (إيرل مارس الخامس)
 إدموند مورتيمر، إيرل مارس الخامس (بالإنجليزية: Edmund Mortimer, 5th Earl of March)‏ هو ابن روجر مورتيمر و أحد أعلام حرب الوردتين.